# Projet Megiddo
Pour les articles homonymes, voir Megiddo (homonymie).
 (juin 2008).
Si vous disposez d'ouvrages ou d'articles de référence ou si vous connaissez des sites web de qualité traitant du thème abordé ici, merci de compléter l'article en donnant les références utiles à sa vérifiabilité et en les liant à la section « Notes et références ».
 (avril 2013).
- Si vous ne connaissez pas le sujet, laissez ce bandeau (vous pouvez alors contacter les auteurs).
- Si vous supprimez le contenu mis en cause (vous pouvez préalablement contacter les auteurs),

argumentez précisément cette suppression dans la page de discussion
(un manque de référence n'est pas un argument ; une recherche réelle de référence doit avoir été effectuée, être formellement documentée).
Le Projet Megiddo est un rapport du FBI de la fin du XXe siècle ayant pour objectif d'évaluer les risques de terrorisme d'origine interne aux États-Unis à l'approche de l'an 2000. Le rapport désigne comme menace les promoteurs d'une suprématie blanche, de la Christian Identity (ensemble de sectes promouvant un christianisme raciste), les Militia Movement (groupes paramilitaires très attachés au port d'armes et hostiles au gouvernement), les Black Hebrew Israelites (association de noirs américains se réclamant de la tradition juive, sans être reconnus), et les adeptes des cultes apocalyptiques, qui pourraient devenir violents à l'aube du nouveau millénaire.

## Le nom
Megiddo est le nom d'une colline au nord d’ Israël qui fut le site de nombreuses batailles. Le nom Armageddon (Armageddon signifie « colline de Megiddo » en hébreu Har Meggido), en terme religieux, a fini par signifier « bataille » et en particulier le point culminant de la bataille du Bien contre le Mal. Le nom est devenu un titre que le FBI a jugé adapté pour un projet analysant la croyance en une transformation radicale de l'humanité en l'an 2000, susceptible de provoquer des violences afin de précipiter la chute de la société de cette fin de siècle.

## L'an 2000
L'an 2000 a été le sujet de nombreux débats et de spéculations. Le FBI jugeait que des groupes extrémistes donnant une signification particulière au nouveau millénaire pourraient être un défi pour les forces de l'ordre.

## Le document
Le document ne souligne que très peu de menaces spécifiques. Il désigne cependant le groupe Aryan Nations de Richard Butler comme potentiellement violent et les Odinistes comme racistes et donc susceptible de présenter une menace.

## Sources
- (en) Texte complet du Projet Meggido
- (en)[PDF] Texte sur le site du FBI